# Zr.Ms. Pelikaan (2006)
De Zr.Ms. Pelikaan (A804) is een ondersteuningsvaartuig van de Koninklijke Marine.
Het schip wordt in het Caraïbische gebied ingezet voor verschillende taken. De primaire taak is het transport van mariniers en militair materieel tussen de eilanden. Daarnaast verleent het schip ondersteuning aan de kustwacht in het Caraïbisch gebied en assisteert het bij natuurrampen.

## Assistentie bij natuurrampen
- Op 15 januari 2010 vertrok het schip vanaf Curaçao naar Haïti met 77 personen aan boord. Naast de vaste bemanning waren een team van het Korps Mariniers, een bootgroep en twee marechaussees ingescheept. Het schip bracht hulpgoederen ter assistentie in verband met de grote aardbeving aldaar.[1]
- Op 7 september 2017 was het schip samen met Zr.Ms. Zeeland na Irma bij het eiland Sint Maarten.